# Хари
Хари (санскр. हरि) — одно из имён Вишну и Кришны в индуизме, числится как 650-е имя в «Вишну-сахасранаме». На санскрите «хари» означает жёлтый или жёлто-коричневый цвет (цвет Солнца и сома). Термин широко используется в индуистской литературе, буддистской, джайнистской и сикхской религиях.

## Этимология и культурное влияние
Санскритское хари родственно авест. zaranya «золото», а также праславянскому *zolto (рус. золото, ст.‑слав. злато, пол. złoto), далее лит. geltonas «жёлтый», латыш. zelts «золото, золотой»; с другим вокализмом: гот. gulþ, нем. Gold, англ. gold; от праиндоевропейского корня *ǵʰel- «жёлтый, зелёный, яркий». Отсюда же названия цветов: жёлтый, зелёный.
Родственное авестийское слово авест. zari, иногда неправильно трактуется, как первая часть имени Заратустра.
Многие слова в других неродственных санскриту азиатских языках также происходят от этого корня, по видимому из-за влияния санскрита, как ритуального и церемониального языка индуизма. Например слово хари означает «дневной свет» на индонезийском языке, «день» на малайском языке (отсюда и происхождение псевдонима Мата Хари («глаз дня») и «король» на тагальском языке. Кроме того, Хари — часто используемое личное имя во многих современных индийских и дравидийских языках.

## Религиозное использование
В Ведах
- слово хари используется, в отношении Вишну, как бога солнца[источник не указан 2269 дней], Агни, как бога огня, а также Индры, как бога молнии. См. также Хари-бхакти-виласа

В Итихасах
- «Харивамша» («родословная Хари»), постведический священный текст на санскрите, часто рассматривается как дополнительная часть «Махабхараты».

В Веданте
- согласно комментарию Шанкары к «Вишну-сахасранаме», Хари означает «Тот, кто разрушает самсару вместе с невежеством, являющимся её причиной».

В традиции вайшнавизма
- одно из имён Вишну и Кришны, которое означает «тот, кто крадёт, или забирает» — в том смысле, что Кришна забирает все страдания и тревоги и любовно похищает сердце своего преданного. Во время религиозных праздников часто можно услышать как люди выкрикивают «Харибол! Харибол!», что означает — «взывайте имена Хари!» Согласно одной из интерпретаций, Харе Кришна мантра также содержит имя Хари в звательном падеже.
- В гаудия-вайшнавизме Харе толкуется как звательный падеж от Хара — одного из имён вечной возлюбленной Кришны — Радхи.
- В шри-вайшнавизме это имя повторяют в форме мантры «Хари Ом» перед тем, как начать джапу.

В сикхизме
- Хари — это одно из имён Бога. Золотой храм, самый священный храм для сикхов, называется также Хари-мандир, что в переводе означает «Храм Бога».

В традиции равидаси
- Хари — священный символ, состоящий из трёх букв на гурмукхи. Он украшает все храмы равидаси, которые называются гурдехра.